# جامع جليل الخياط
جامع جليل خليل الخياط وهو مسجد يقع في محافظة أربيل عاصمة إقليم كردستان في العراق، ويعتبر أحد أهم مساجد أربيل الكبيرة والمشهورة، ويتميز بالعمران الهندسي المعماري الحديث.
جامع جليل الخياط بني على الطراز العثماني التركي، بني الجامع بإشراف المهندس المعماري الدكتور لطف الله جنين كتانه، والمهندس المعماري سيد بهاء الدين محمد، حيث استغرق بناؤه تقريبا حوالي 10 سنوات، ومن يشاهد هذا الجامع وخاصة في المساء أو الليل فأنه يقف عند تحفة فنية وإسلامية وحضارية ومدنيّة تزيّن وتزدهي بها مدينة أربيل، فأنوار منارتيه تجذب عين الزائر للمدينة قبل أي منظر آخر.
شيد وبني الجامع على نفقة الحاج جليل الخياط الخاصة والذي كان أحد اثرياء المدينة إلا انه توفي قبل فترة قصيرة من افتتاح الجامع.
واستوردت معظم مواد البناء من خارج العراق ومن تركيا تحديداً، حيث امتزجت في بنائهِ النقوش والزخارف الإسلامية داخل حرم المسجد، فكان الجامع في طرازه مزيجاً من الطراز المعماري الفاطمي والعباسي والأموي. وجيء بالخبراء والمشرفين والمهندسين من مختلف البلدان.
ويعتبر من أجمل المساجد في منطقة الشرق الأوسط بعد مساجد تركيا، ويبلغ عدد المصلين في هذا الجامع الكبير بين (150) و(300) مصلٍ تقريبا ًفي كل فريضة.
أما في صلاة الجمعة، فأن عدد المصلين يتجاوز (2000) مصل، وربما وصل إلى ثلث هذا العدد من النساء. ولوحظ إلى ان عدد المصلين يزداد ويبلغ ذروته عند المناسبات الدينية كيوم مولد النبي محمد ومناسبة رأس السنة الهجرية، وكذلك يوم المبعث النبوي وصلاة العيدين وصلاة التراويح في شهر رمضان المبارك.
والفترة التي استغرقت في بناء جامع جليل الخياط هي عشر سنوات، حيث بدأ العمل في بنائهِ عام 1417 هـ/1997م، وانتهى عام 1428 هـ/2007م.
وتبلغ مساحة المسجد الإجمالية حوالي (15000)م2 خمسة عشرة ألف متر مربع، ويتألف الجامع من مئذنتين تبلغ ارتفاع الواحدة منها (73) ثلاثة وسبعون متراً، أما القبة الوسطية فتبلغ ارتفاعها (45)م خمسة وأربعون متراً.
ويحتوي المسجد على قاعتين ملحقتين، تتسع لحوالي 300 شخص، بالإضافة إلى مجلس يستخدم في أيام الجمع والمناسبات الدينية ويتسع إلى (300-400) شخص، وهناك عدة غرف تستخدم للإدارة والحرس ولخدم المسجد مضافاً إليها الحديقة الجانبية والنافورة وموقف السيارات.